# Töcksfors
Töcksfors – miejscowość (tätort) w Szwecji, w regionie administracyjnym (län) Värmland, w gminie Årjäng.
Według danych Szwedzkiego Urzędu Statystycznego liczba ludności wyniosła: 1221 (31 grudnia 2015), 1247 (31 grudnia 2018) i 1260 (31 grudnia 2019).